# Carter megye (Missouri)
Carter megye az Amerikai Egyesült Államokban, azon belül Missouri államban található. Megyeszékhelye és legnagyobb városa Van Buren. Lakosainak száma 5202 fő (2020. április 1.). Carter megye Reynolds, Ripley, Shannon, Oregon, Wayne és Butler megyékkel határos.

## Népesség
A megye népességének változása:
| Lakosok száma | 6294 | 6308 | 6267 | 6291 | 6263 | 5202 |
|               | 2010 | 2011 | 2012 | 2013 | 2015 | 2020 |